# Габсбурги

Графський герб Габсбургів

Герцогський герб Габсбургів. Австрійська балка.

Га́бсбурзький дім (нім. Haus Habsburg), Га́бсбурги або Габсбурґи (нім. Habsburger) — європейський аристократичний рід, одна із наймогутніших монарших династій в Європі середньовіччя і модерну. Представники роду були імператорами Священної Римської імперії (1273—1742, 1745—1806), Австрійської імперії (1804–1867), Австро-Угорщини (1867—1918), Мексиканської імперії (1863—1867); королями Німеччини (з 1273), королями Італії (1273—1805) Іспанії (1516—1700), Португалії (1590—1640), Богемії, Угорщини, Хорватії, південнопольських і західноукраїнських земель тощо. Назва походить від Габсбурзького замку в кантоні Ааргау, Швейцарія, центру середньовічного Габсбурзького графства. Його володарем був франкський лицар, клеттгаузький граф Радбот (985—1045), засновник роду. Онук цього графа Оттон II (?—1111) вперше додав назву замку до свого титулу «граф Габсбурзький», який з часом закріпився як прізвище. 1273 року Рудольф Габсбург, нащадок Радбота у сімнадцятому поколінні, став першим королем Німеччини. Він переніс родинну резиденцію з Швейцарії до Австрійського герцогства, яке залишалося основним володінням роду до 1918 року. В XVI столітті рід розділився на старшу Іспанську й молодшу Австрійську гілки. Перша вигасла 1700 року зі смертю іспанського короля Карлоса II, друга — в 1740 році зі смертю австрійського імператора Карла VI. Наступниця останнього, імператриця Марія-Терезія одружилася із лотаринзьким герцогом Францом III, нащадки яких дали початок Габсбурзько-Лотаринзькій гілці роду. Вона продовжує існувати, а її представники носять прізвище «фон Габсбург» (нім. von Habsburg; Габсбурзькі, з Габсбурга). Також — Австрі́йський ді́м (нім. Haus Österreich; ісп. Casa de Austria)

## Герби

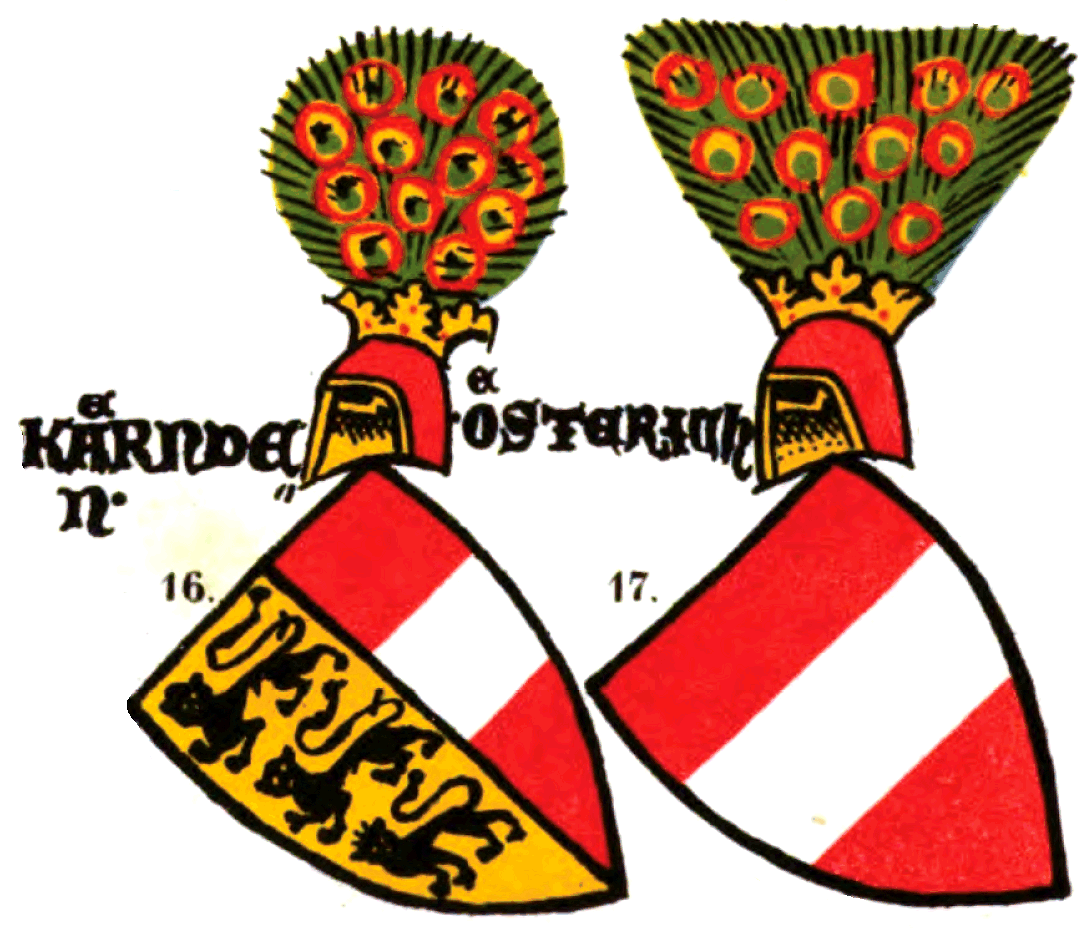
1345
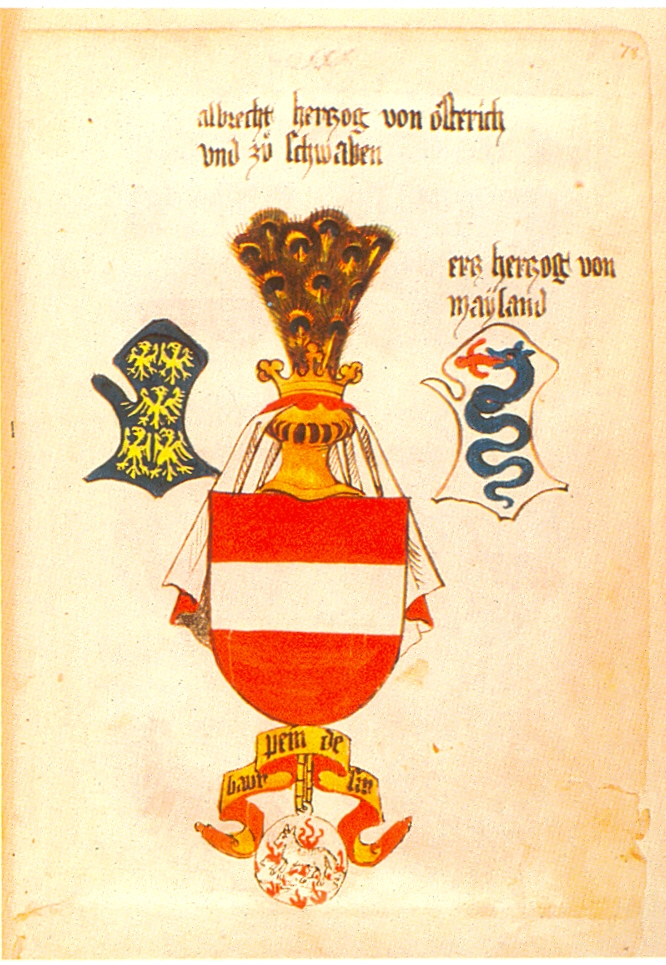
1459
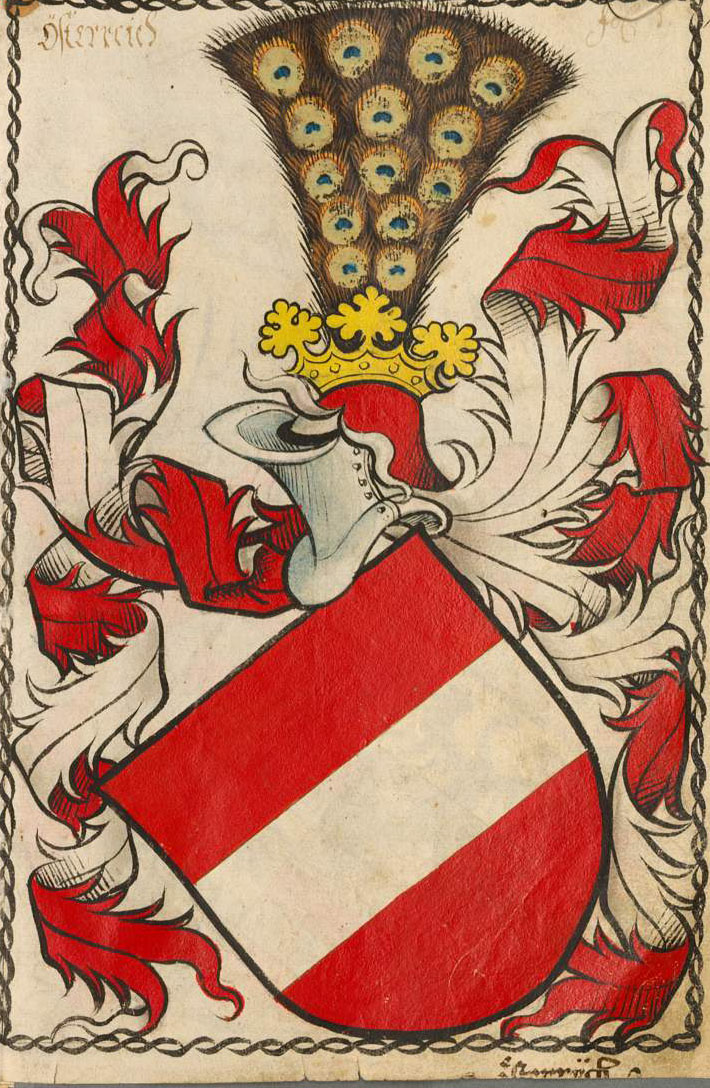
1480
1512
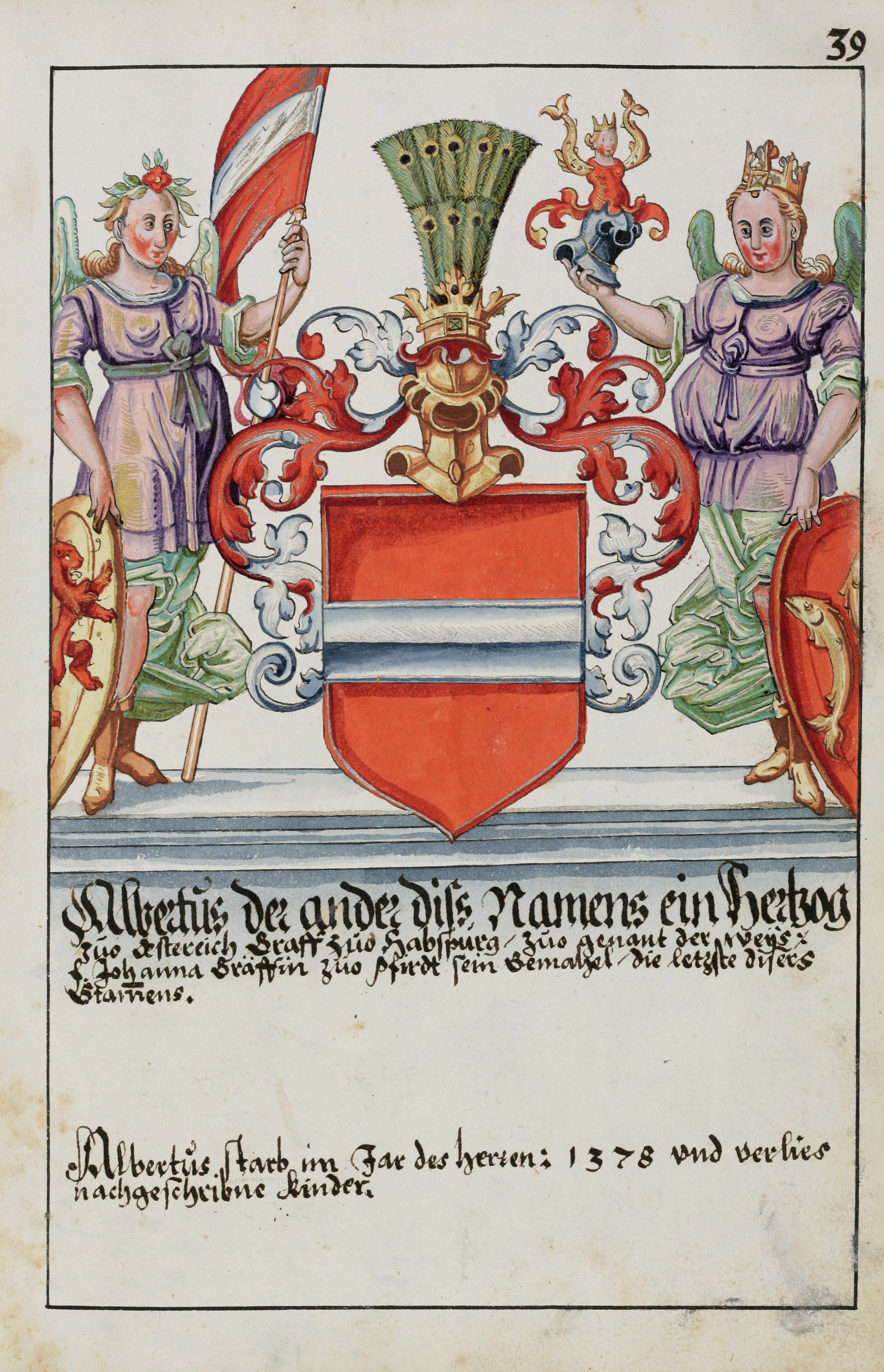
1627
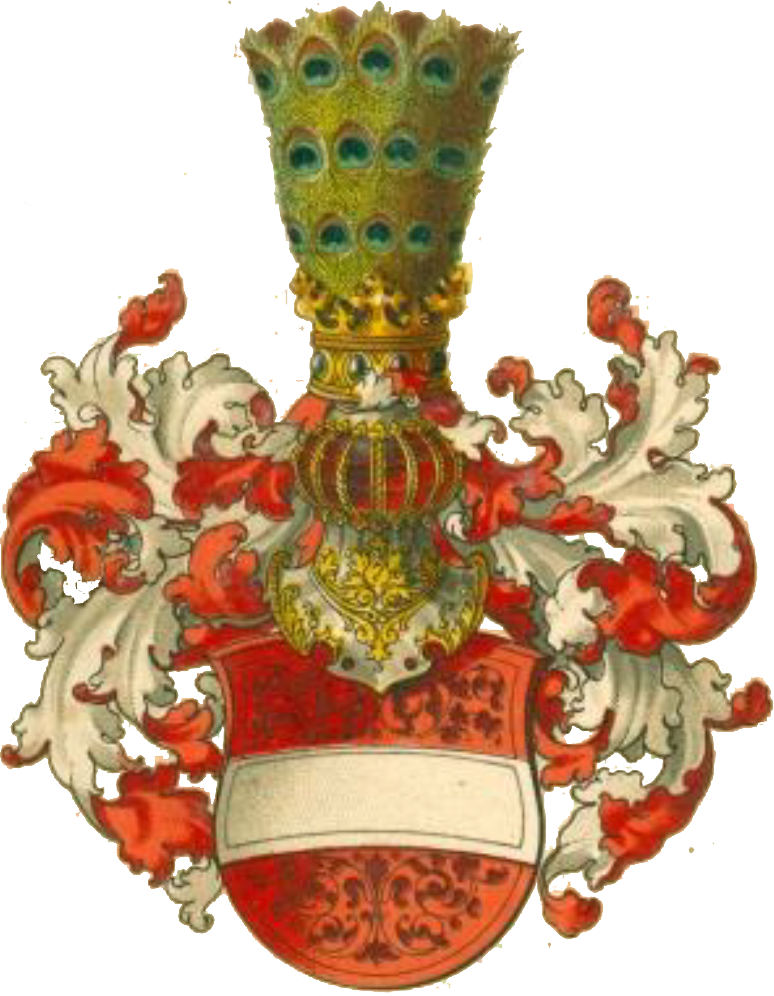
1890

- Графський. Габсбурзький лев.

У золотому щиті червоний лев-рампант. У клейноді такий самий лев, на спині якого гребінь із павиним пір'ям. У ранньомодерну добу лева на щиті й клейноді зображали із золотою короною. З кінця XVIII ст. озброєння і корона лева на щиті малювали синім.

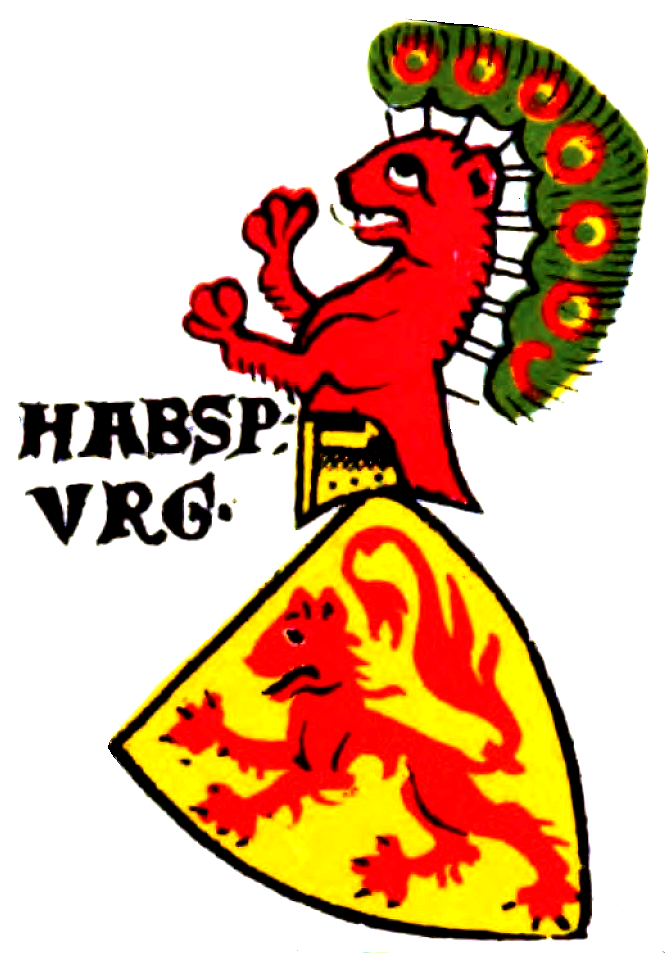
1345
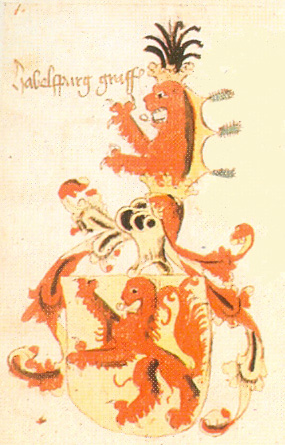
1459
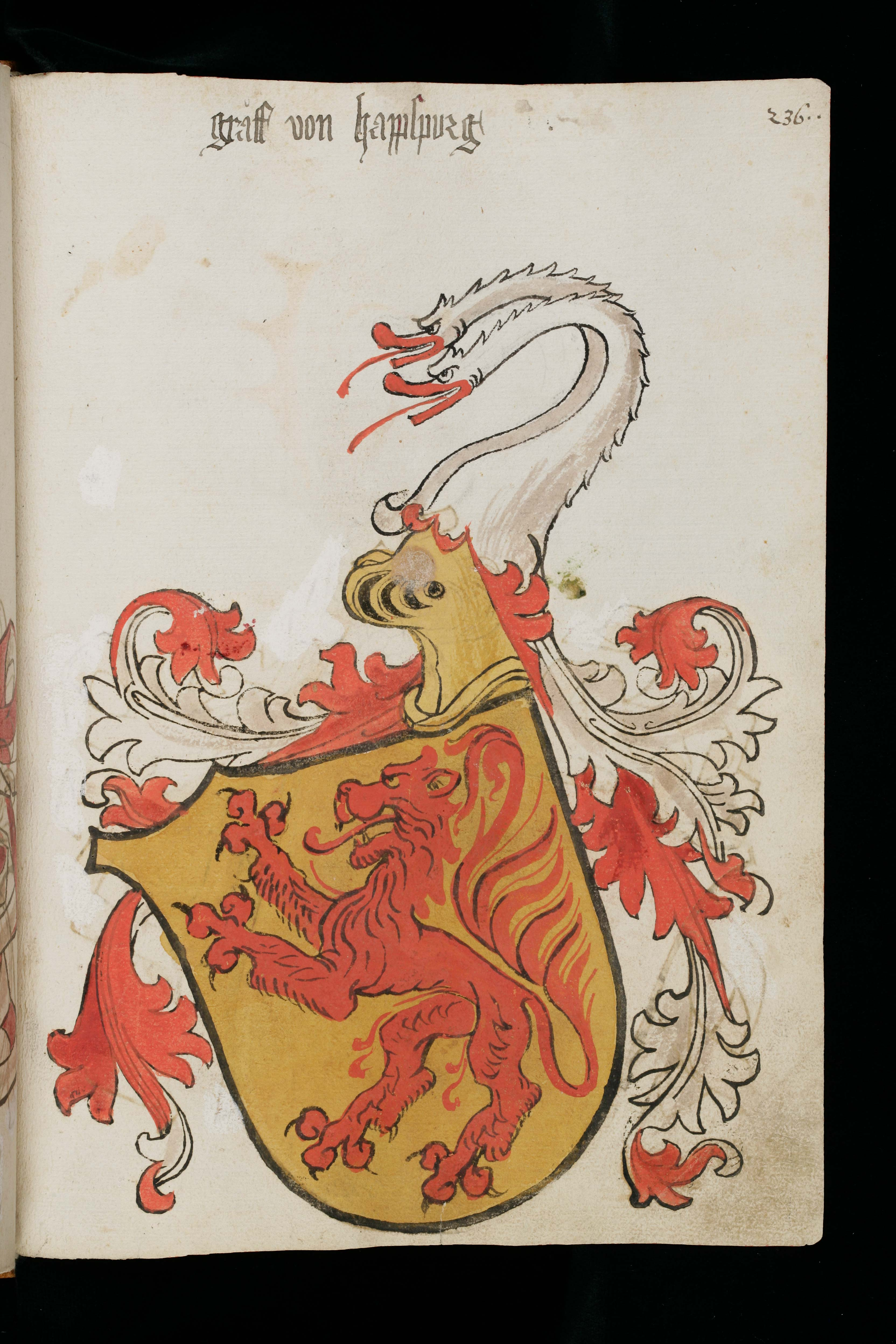
XV ст.
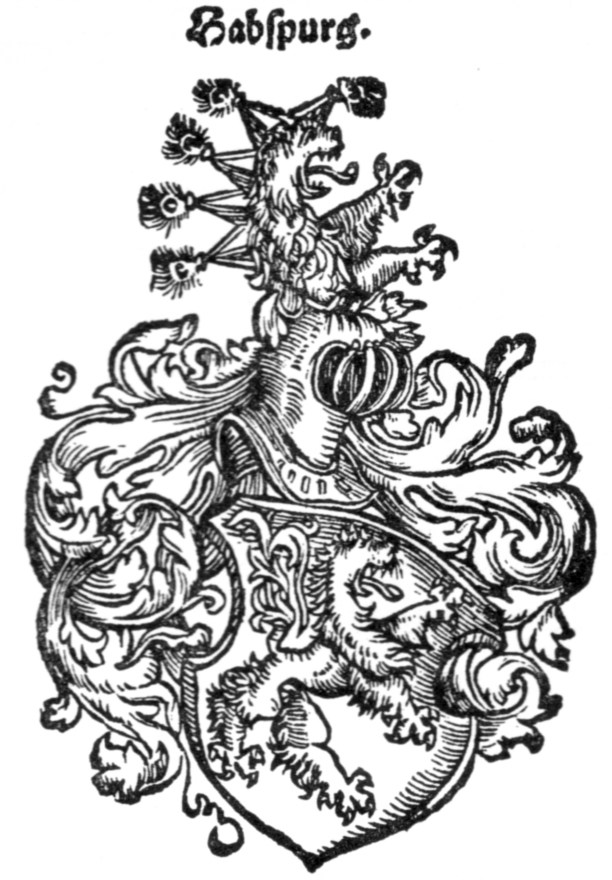
1548
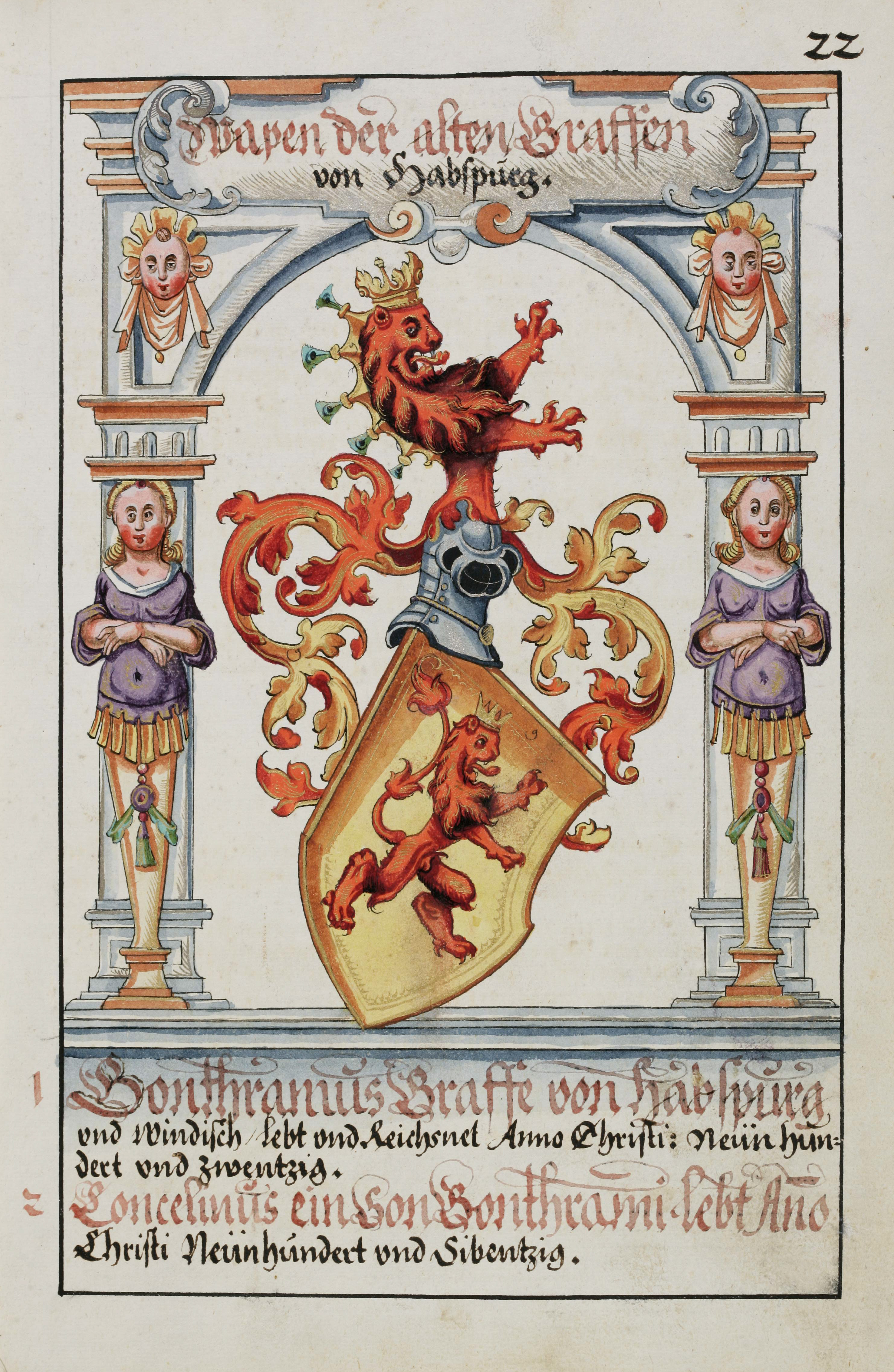
1627
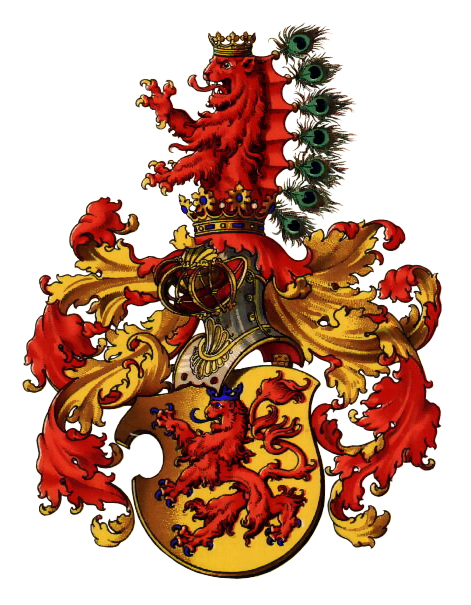
1890

- Герцогський. Австрійська балка.

У червоному щиті срібна балка. У клейноді — павине пір'я (нім. Pfauenstoß).
- 1345
- 1459
- 1480
- 1512
- 1627
- 1890

## Королі

### Кастилії і Португалії
- Феліпе II (1527—1598), король Кастилії (1556—1598) і Португалії (1581—1598)
- Феліпе III (1578—1621), король Кастилії і Португалії (1598—1621)
- Феліпе IV (1605—1665), король Кастилії (1621—1665) і Португалії (1621—1640)
- Карлос II (1661—1700), король Кастилії (1665—1700)

## Історія

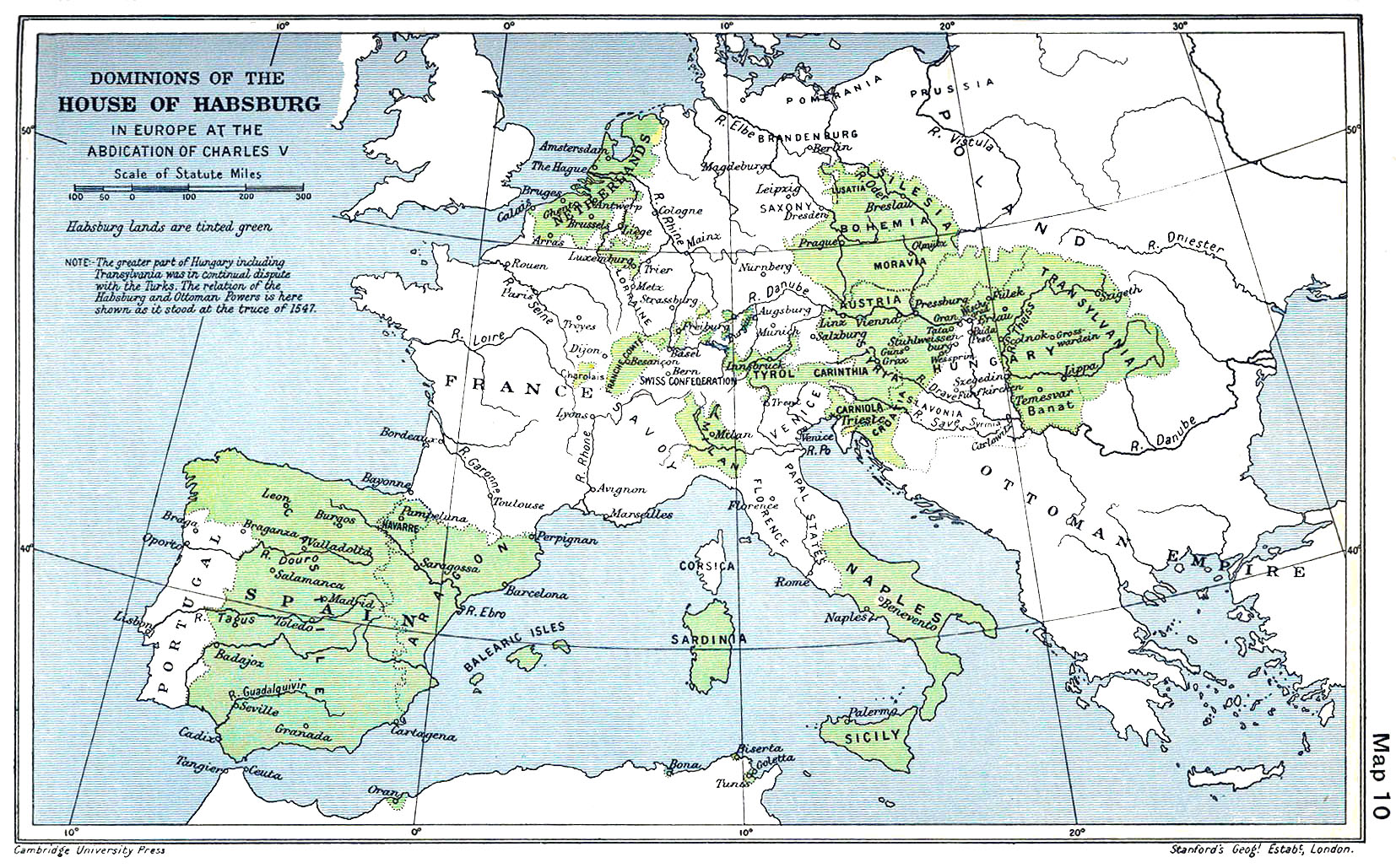
Мапа володінь дому Габсбургів у 1547 році

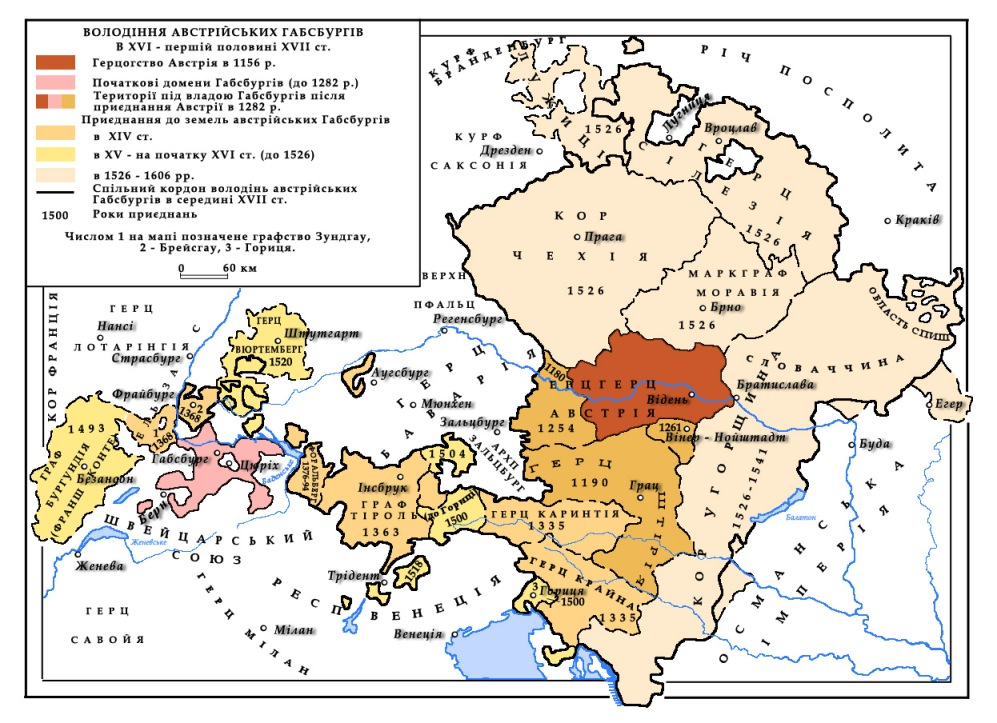
Мапа володінь Австрійської гілки Габсбургів у 1648 році

XI-XIII століття володіли ландграфством у Верхньому Ельзасі та Середній Швейцарії.
1273 — Рудольфа фон Габсбурга обрали імператором Священної Римської імперії, цей титул успадкували і його нащадки. Він взяв участь у війні за австрійську спадщину Бабенберзького дому (1246—1278), у якій виборов Австрію та Штирію.
У XVI столітті Габсбурги розділилися на дві гілки: іспанську та австрійську. Імператорська корона зберігалася за австрійською гілкою.

### Поділ. Іспанські й Австрійські Габсбурги
Після зречення Карла V в 1556 році Габсбурзький дім розколовся на дві гілки — Іспанських (кастильських) Габсбургів і Австрійських (німецьких) Габсбургів. Перші були старшою гілкою й прийняли титул королів Кастилії (згодом — Іспанії); другі були молодшою гілкою, але зберегли за собою корону імператорів Священної Римської імперії. Іспанських Габсбургів очолив Феліпе II (Філіп ІІ), син Карла V, а Австрійських — Фердинанд I, молодший брат Карла V.
За правління Феліпе II Габсбурзький дім став правителем кастильської трансколоніальної імперії. Завдяки Іберійській унії він також керував Португалією та її колоніями у 1580—1640 роках.
Іспанські Нідерланди і Міланське герцогство перебували в особистій унії з Феліпе II, але формально лишалися частиною Священної Римської імперії. Кастильські королі також претендували на корону Угорщини і Богемії. Взаємні претензії іспанської і австрійської гілок були вирішені таємним Оньятським договором 1617 року.
Дім іспанських Габсбургів вигас 1700 року зі смертю кастильського короля Карлоса II (Карла ІІ). Це спричинило війну за іспанську спадщину. Австрійська гілка вигасла по чоловічій лінії 1740 року, внаслідок чого спалахнула війна за австрійську спадщину.

### Лотаринзькі Габсбурги
Іспанська гілка поступилася династії Бурбонів. Австрійська — згасла 1780 року разом зі смертю імператриці Марії Терезії. Але нащадки її та її чоловіка Франца I (великого герцога Тосканського та колишнього герцога Лотарингії) перейняли ім'я Габсбургів (точніше — Габсбургів-Лотаринзьких).
Онук Марії Терезії, останній імператор Священної Римської імперії Франц ІІ 1804 року проголосив себе першим імператором новоутвореної Австрійської імперії під іменем Франца I (з 1867 р. — Австро-Угорщина).
Останнім правлячим монархом з династії Габсбургів був цісар Австро-Угорщини Карл I, який зрікся влади 1918 року. Його син Отто фон Габсбург згодом став депутатом Європарламенту.

## Габсбурги та Україна
Правління Габсбургів залишило глибокий слід у середньовічній та новій історії Європи. До володінь Габсбургів належали й західноукраїнські землі: 1526 року вони приєднали північно-західну частину Закарпатської України, після австро-турецької війни 1683–99 — південно-східну частину (див. Карловицький конгрес), після 1-го поділу Речі Посполитої 1772 року інкорпорували Галичину на основі свого титулу королів Галичини та Володимирії. 1774 року, скориставшись російсько-турецькою війною 1768—1774, відбили у турків Буковину й приєднали її до Королівства Галичини та Володимирії. Від 1849 року отримали титул герцогів Буковини — після перетворення її на окремий коронний край герцогство Буковина. Наприкінці XVIII ст., у XIX ст. і до розпаду Австро-Угорщини 1918 володарями західноукраїнських земель були Марія-Терезія (1740–80), Йосиф II (1780–90), Леопольд II (1790–92), Франц (1792—1835, від 1804 — імператор Австрії під іменем Франц I; 1792—1806 — германський імператор під іменем Франц II), Фердинанд I (1835–48), Франц Йосиф I (1848—1916), Карл I (1916—1918).
У XVI–XVII ст. свою політику щодо козацької України Габсбурги будували відповідно до планів імперії, спрямованих на створення коаліції антитурецьких сил в Європі й приєднання до неї козацтва. З цією метою 1594 року імператор Рудольф II направив дипломата Еріха Лясоту на переговори до Запорозької Січі, потім приймав у себе козацьких послів. 1657 року імператор Фердинанд III встановив дипломатичні зв'язки з Богданом Хмельницьким і намагався залучити запорозьке військо до спільного фронту боротьби європейців проти Османської імперії.
На підвладних Габсбургам українських землях діяли загальні для всієї імперії закони, а також окремі щодо цих територій укази й розпорядження. Габсбурги доби освіченого абсолютизму — Марія-Терезія та її син Йосиф II, які «вивели Австрію з сутінків середньовіччини» (І. Франко), вживали заходи, спрямовані на матеріальний і культурний розвиток західноукраїнських земель. Видані Марією-Терезією закони обмежили панщину в Галичині 3-ма днями на тиждень. У 1782 році Йосиф II скасував особисту залежність селян від поміщиків. Складовою аграрної реформи Габсбургів став патент (указ) 1782, за яким у Галичині створювалися громадські страхові фонди збіжжя для допомоги селянам під час неврожаїв і голоду. 1774 року Марія-Терезія у Відні заснувала семінарію для підготовки греко-католицького духівництва «Барбареум», 1784 Йосиф II — німецький «Studium Ruthenum» при Львівському університеті з викладанням окремих дисциплін українською мовою. В українських землях Угорського королівства існувало понад 300 шкіл з українською мовою навчання. Водночас Габсбурги заохочували появу в Галичині, Буковині й Закарпатті німецьких і румунських колоністів: імператорський патент 1781 звільняв їх від податків, військової служби, надавав право на безплатне отримання землі та будівельних матеріалів. У 1817 році у Львові відновлено німецький університет, названий ім'ям імператора Франца I.
Під час революцій 1848—1849 в Європі правляча династія скасувала панщину й проголосила конституцію (див. Конституції Австрійської імперії та Австро-Угорської монархії), яка дала можливість українцям створити першу власну політичну організацію — Головну руську раду. На засадах підтримки монархії рада розпочала діалог із Францем-Йосифом I. Проте петицію ради з вимогою поділу Галичини на автономні українську і польську частини імператор залишив без відповіді. Позитивно відгукнувшись лише на меморандум представника Закарпаття в раді А. Добрянського, він дав згоду на виділення українських районів Угорщини в окремий Ужгородський округ з широкими правами в галузі місцевої адміністрації та шкільництва. Нова конституція Габсбургів 1860 надала Галичині автономію, вигоди від якої для українців виявилися набагато меншими, ніж для поляків. У 19 — на початку 20 ст. політика Габсбургів щодо українців відзначалася непослідовністю та половинчастістю, була обтяжена антиукраїнськими впливами з боку консервативних сил польської та деяких інших національностей.
Перша світова війна розставила нові акценти у підході Габсбургів до вирішення українського питання: з одного боку, в складі австро-угорської армії створюється Легіон Українських січових стрільців, а з іншого — як учасники Акта п'ятого листопада 1916 Габсбурги остаточно відмовилися розглядати будь-які ідеї поділу Галичини за етнічним принципом.
Після розпаду Австро-Угорщини в українську політику активно влився онук Франца-Йосифа I ерцгерцог Вільгельм Габсбург (1895—1948), учасник української революції 1917—1921, відомий як Василь Вишиваний в середовищі легіону УСС, полковником якого він був. Певні кола сподівались висунути його на роль українського монарха, і навіть пропонували очолити заколот проти гетьмана Павла Скоропадського, від чого він відмовився. Через незгоду з поступками Симона Петлюри на користь Польщі подав у відставку та виїхав в еміграцію. Брав активну участь у діяльності українських кіл в Австрії, був головою Українського національного вільнокозацького товариства. Після війни, у 1947 році був викрадений радянськими агентами, вивезений на територію Союзу та закатований у Лук'янівській тюрмі у Києві.

## Родовідне дерево Габсбургів

Родовідне дерево Габсбургів

## Родинні зв'язки
- Авіська династія
  1. Леонора (1434—1467) ∞ Фрідріх III, імператор Священної Римської імперії
  2. Жуан-Мануел (1537—1554), принц Португальський (1539—1554) ∞ Хуана (1535—1573), донька імператора Карла V
  3. Мануел I (1469—1521), король Португалії (1495—1521) ∞ Елеонора (1498—1558), донька кастильського короля Філіпа I
  4. Ізабела (1503—1539) ∞ Карл V, імператор Священної Римської імперії
  5. Жуан III (1502—1557), король Португалії (1521—1557) ∞ Катерина (1507—1578), донька кастильського короля Філіпа I
  6. Марія-Мануела (1527—1545), принцеса Португальська (1527—1531) ∞ Феліпе II, король Кастилії